# Baldassarre Odescalchi, I principe Odescalchi
Baldassarre Odescalchi, I principe Odescalchi (Milano, 22 febbraio 1683 – Roma, tra il 2 e il 30 marzo 1746), è stato un nobile italiano.

## Biografia
Figlio di Antonio Maria Erba-Odescalchi, I marchese di Mondonico, e di sua moglie, la nobildonna Teresa Turconi, Baldassarre nacque a Milano il 22 febbraio 1683. Fratello di sua nonna paterna era papa Innocenzo XI, il quale provvedette a creare per l'appunto Antonio Maria Erba-Odescalchi al titolo di marchese di Mondonico. Suo fratello, Benedetto, fu arcivescovo di Milano e cardinale.
Intrapresa la carriera militare, si schierò con gli imperiali nel corso della Guerra di successione spagnola e ne ricavò, nel 1714, il titolo di principe del Sacro Romano Impero a cui, nello stesso anno, papa Clemente XI si allineò con il riconoscimento del titolo di duca di Bracciano, Sirmia e Ceri, riconoscendo quindi a tutti gli effetti il ricchissimo lascito pervenuto a Baldassarre l'anno precedente da Livio Odescalchi, duca di Ceri ed altro nipote di Innocenzo XI, che lo aveva nominato suo erede universale e che a suo tempo era stato uno degli eroi della Battaglia di Vienna contro i turchi.
Sfruttando la parentela con il prozio pontefice e i titoli da poco ottenuti, decise di trasferirsi definitivamente a Roma e di inserirsi a pieno titolo nell'aristocrazia papalina, contraendo tra l'altro matrimoni con la casata dei Borghese, tra i rappresentanti delle famiglie nobili più influenti in Vaticano e nella vita dello Stato della Chiesa.
Morì a Roma nel 1746; i funerali si tennero il 30 marzo nella chiesa di Santa Galla.

## Matrimonio e figli
Baldassarre sposò a Roma il 7 gennaio 1717 la principessa Flaminia Borghese (1692 - 1718), figlia di Marcantonio III Borghese, III principe di Sulmona, e di sua moglie Livia Spinola, ma questa morì l'anno successivo al matrimonio nel dare alla luce due gemelli, che pure non sopravvissero.
Baldassarre si risposò quindi in seconde nozze, il 18 dicembre 1721, con la sorella minore di quest'ultima, Maddalena Borghese (1703 - di parto 1731), dalla quale ebbe i seguenti figli:
- Anna Paola Flaminia (23 ottobre 1722 - 26 agosto 1742), sposò nel 1738 don Domenico Orsini, XV duca di Gravina
- Teresa (23 ottobre 1722 - 1780[3]), sposò nel 1746 Gregorio Caracciolo, VII principe di Santobuono (1724-1791)
- Marianna (14 dicembre 1723 - 20 marzo 1789), sposò a Roma nel 1743 Renato III Borromeo Arese, VII marchese di Angera e conte di Arona
- Livio (1725 - 1805), principe Odescalchi, sposò nel 1747 la principessa Maria Vittoria Corsini
- Innocenzo (6 marzo 1727 - 1746)
- Francesca (28 ottobre 1728 - morta infante)
- N.N. (nata e morta il 3 maggio 1730)
- Paolo (9 ottobre 1731[4] - morto infante)

## Albero genealogico
|                                                        |   |                      | Genitori                    |  |  | Nonni |  |  | Bisnonni      |  |  | Trisnonni          |  |
|                                                        |   |                      |                             |  |  |       |  |  | Girolamo Erba |  |  | Antonio Maria Erba |  |
|                                                        |   |                      |                             |  |  |       |  |  | Girolamo Erba |  |  | Antonio Maria Erba |  |
|                                                        |   | Francesca Erba       |                             |  |  |       |  |  | Girolamo Erba |  |  |                    |  |
| Alessandro Erba                                        |   |                      |                             |  |  |       |  |  | Girolamo Erba |  |  |                    |  |
|                                                        |   | Vittoria Olgiati     | …                           |  |  |       |  |  |               |  |  |                    |  |
|                                                        |   | Vittoria Olgiati     | …                           |  |  |       |  |  |               |  |  |                    |  |
|                                                        |   | Vittoria Olgiati     | …                           |  |  |       |  |  |               |  |  |                    |  |
| Antonio Maria Erba-Odescalchi, I marchese di Mondonico |   | Vittoria Olgiati     |                             |  |  |       |  |  |               |  |  |                    |  |
|                                                        |   | Livio Odescalchi     | Guido Costantino Odescalchi |  |  |       |  |  |               |  |  |                    |  |
|                                                        |   | Livio Odescalchi     | Guido Costantino Odescalchi |  |  |       |  |  |               |  |  |                    |  |
|                                                        |   | Livio Odescalchi     | Lucrezia Rusca              |  |  |       |  |  |               |  |  |                    |  |
| Lucrezia Odescalchi                                    |   | Livio Odescalchi     |                             |  |  |       |  |  |               |  |  |                    |  |
|                                                        |   | Paola Sofia Castelli | Nicola Castelli             |  |  |       |  |  |               |  |  |                    |  |
|                                                        |   | Paola Sofia Castelli | Nicola Castelli             |  |  |       |  |  |               |  |  |                    |  |
|                                                        |   | Paola Sofia Castelli | Giulia Giovanelli           |  |  |       |  |  |               |  |  |                    |  |
| Baldassarre Odescalchi, I principe Odescalchi          |   | Paola Sofia Castelli |                             |  |  |       |  |  |               |  |  |                    |  |
|                                                        | … | …                    |                             |  |  |       |  |  |               |  |  |                    |  |
|                                                        | … | …                    |                             |  |  |       |  |  |               |  |  |                    |  |
|                                                        | … | …                    |                             |  |  |       |  |  |               |  |  |                    |  |
| Luigi Turconi                                          | … |                      |                             |  |  |       |  |  |               |  |  |                    |  |
|                                                        |   | …                    | …                           |  |  |       |  |  |               |  |  |                    |  |
|                                                        |   | …                    | …                           |  |  |       |  |  |               |  |  |                    |  |
|                                                        |   | …                    | …                           |  |  |       |  |  |               |  |  |                    |  |
| Teresa Turconi                                         |   | …                    |                             |  |  |       |  |  |               |  |  |                    |  |
|                                                        |   | …                    | …                           |  |  |       |  |  |               |  |  |                    |  |
|                                                        |   | …                    | …                           |  |  |       |  |  |               |  |  |                    |  |
|                                                        |   | …                    | …                           |  |  |       |  |  |               |  |  |                    |  |
| Anna Grassi                                            |   | …                    |                             |  |  |       |  |  |               |  |  |                    |  |
|                                                        |   | …                    | …                           |  |  |       |  |  |               |  |  |                    |  |
|                                                        |   | …                    | …                           |  |  |       |  |  |               |  |  |                    |  |
|                                                        |   | …                    | …                           |  |  |       |  |  |               |  |  |                    |  |
|                                                        |   | …                    |                             |  |  |       |  |  |               |  |  |                    |  |